# کیک گیلاس
کیک گیلاس یک نوع کیک سنتی انگلیس است. این کیک شامل تکه گیلاس‌هایی است که به‌طور مساوی در یک لایه اسفنج مادیرا پخش می‌شود. برای پخت معمولاً از گیلاس‌هایی که چندساعت در یخچال مانده‌اند، استفاده می‌شود زیرا رطوبت موجود در گیلاس تازه باعث می‌شود تا در ته هر کیک غرق شوند و شکل کیک را خراب کنند. گیلاس‌ها معمولاً نصف یا چهار گوش می‌شوند، سپس شسته می‌شوند و آردی می‌شوند تا از غرق شدن جلوگیری کنند.